# Triumph of a Heart
"Triumph of a Heart" är en låt av den isländska musikern Björk, utgiven som den tredje singeln från albumet Medúlla den 28 februari 2005. Den hiphop-influerade låten består av beatboxing av Rahzel från The Roots, Gregory Purnhagen samt japanska beatboxaren Dokaka. Låten är skriven av Björk och producerad tillsammans med Mark Bell. Den nådde #31 på den brittiska singellistan.
Musikvideon till låten regisserades av den amerikanske videoregissören Spike Jonze, som också ansvarade för videon till "It's Oh So Quiet". Videon har givits ut i form av dvd-singel tillsammans med två ljudspår.

## Låtlistor och format
Brittisk CD 1 (One Little Indian; 447TP7CD1)
1. "Triumph of a Heart" (Radio Edit) – 3:00
2. "Desired Constellation" (Ben Frost's School of Emotional Engineering Mix; Björk/Olivier Alary) – 5:54

Brittisk CD 2 (One Little Indian; 447TP7CD2)
1. "Triumph of a Heart" (Audition Mix) – 4:17
2. "Vökuró" (VV Mix) – 4:18
3. "Mouth's Cradle" (Recomposed by Ensemble) – 4:11

DVD (One Little Indian; 447TP7DVD - Region 0)
1. "Oceania" (Piano & Vocal) – 2:59
2. "Desired Constellation" (Choir Mix) – 4:44
3. Video: "Triumph of a Heart"